# La Vallée-de-la-Gatineau
La Vallée-de-la-Gatineau – regionalna gmina hrabstwa (MRC) w regionie administracyjnym Outaouais prowincji Quebec, w Kanadzie. Stolicą jest miasto Gracefield. Składa się z 22 gmin: 2 miast, 13 gmin, 2 kantonów i 5 terytoriów niezorganizowanych.
La Vallée-de-la-Gatineau ma 20 530 mieszkańców. Język francuski jest językiem ojczystym dla 83,1%, angielski dla 14,7% mieszkańców (2011).